# Øyvind Storflor
Øyvind Storflor (ur. 18 grudnia 1979 w Trondheim) – norweski piłkarz grający na pozycji napastnika w norweskim klubie piłkarskim Ranheim Fotball.

## Kariera
Karierę piłkarską rozpoczął w 1998 roku w drużynie Rosenborg BK. Od 1 lipca 2000 do 1 stycznia 2001 przebywał na wypożyczeniu w Byåsen Toppfotball, a od 1 stycznia 2001 do 1 stycznia 2003 przebywał na wypożyczeniu w Moss FK. 22 stycznia 2005 zadebiutował w reprezentacji Norwegii w piłce nożnej w meczu przeciwko Kuwejtowi. 1 stycznia 2009 zmienił klub na Strømsgodset Idrettsforening. 8 stycznia 2017 został piłkarzem Ranheim Fotball.

## Sukcesy
- Mistrzostwo Norwegii w piłce nożnej (6 razy):
  - Rosenborg BK (5 razy):
    - 1999,
    - 2000,
    - 2003,
    - 2004,
    - 2006,

  - Strømsgodset IF (1 raz):
    - 2013,
- Zdobywca Pucharu Norwegii w piłce nożnej (3 razy):
  - Rosenborg BK (2 razy):
    - 1999,
    - 2003,

  - Strømsgodset IF (1 raz):
    - 2010[12][13].